# جايمي كوريا
جايمي كوريا (بالإنجليزية: Jaime Correa)‏ هو مخطط حضري ومهندس معماري أمريكي، ولد في 19 سبتمبر 1957.